# Якоб Гаугор
Якоб Літ Гаугор (дан. Jakob Let Haugaard; нар. 1 травня 1992, Копенгаген, Данія) — данський футболіст, воротар шведського клубу АІК. На умовах оренди грає за норвезький клуб «Тромсе».

## Ігрова кар'єра
Якоб Гаугор народвися у Копенгагені. Грати у футбол почав у місцевому клубі «Академіск БК», з яким у 2020 році підписав свій перший професійний контракт. Відігравши сезон у клубі Якоб перейшов до складу «Мідтьюлланн», який грав у Суперлізі.
Своєю грою воротар привернув до себе увагу іноземних клубів і у травні 2015 року він підписав трирічний контракт з англійським «Сток Сіті». Але весь час Гаугорд залишався третім воротарем команди і лише зрідка виходив на поле. У січні 2017 року він на правах оренди перейшов до складу «Віган Атлетік». Але вже за кілька місяців повернувся до «Сток Сіті».
Не зумівши закріпитися в англійському футболі, у 2020 році Гаугор погодився на пропозицію шведського клубу АІК.

## Досягнення
- Чемпіон Данії (1):

«Мідтьюлланн»: 2014/15